# Орио Лита
Орио Лита (итал. Orio Litta) је насеље у Италији у округу Лоди, региону Ломбардија.
Према процени из 2011. у насељу је живело 1995 становника. Насеље се налази на надморској висини од 64 м.

## Становништво
Према резултатима пописа становништва 2011. у општини је живело 2.023 становника.
| 1931. | 1936. | 1951. | 1961. | 1971. | 1981. | 1991. | 2001. | 2011. |
| ----- | ----- | ----- | ----- | ----- | ----- | ----- | ----- | ----- |
| 1.821 | 1.672 | 1.684 | 1.511 | 1.679 | 1.743 | 1.823 | 1.908 | 2.023 |